# Avinurme kommun
Avinurme kommun (estniska: Avinurme vald) var en tidigare kommun i landskapet Ida-Virumaa i nordöstra Estland. Kommunen låg cirka 130 kilometer öster om huvudstaden Tallinn. Småköpingen Avinurme utgjorde kommunens centralort.
Den 25 oktober 2017 uppgick kommunen i Mustvee kommun. Samtidigt med detta fördes området över från landskapet Ida-Virumaa till Jõgevamaa.

### Karta

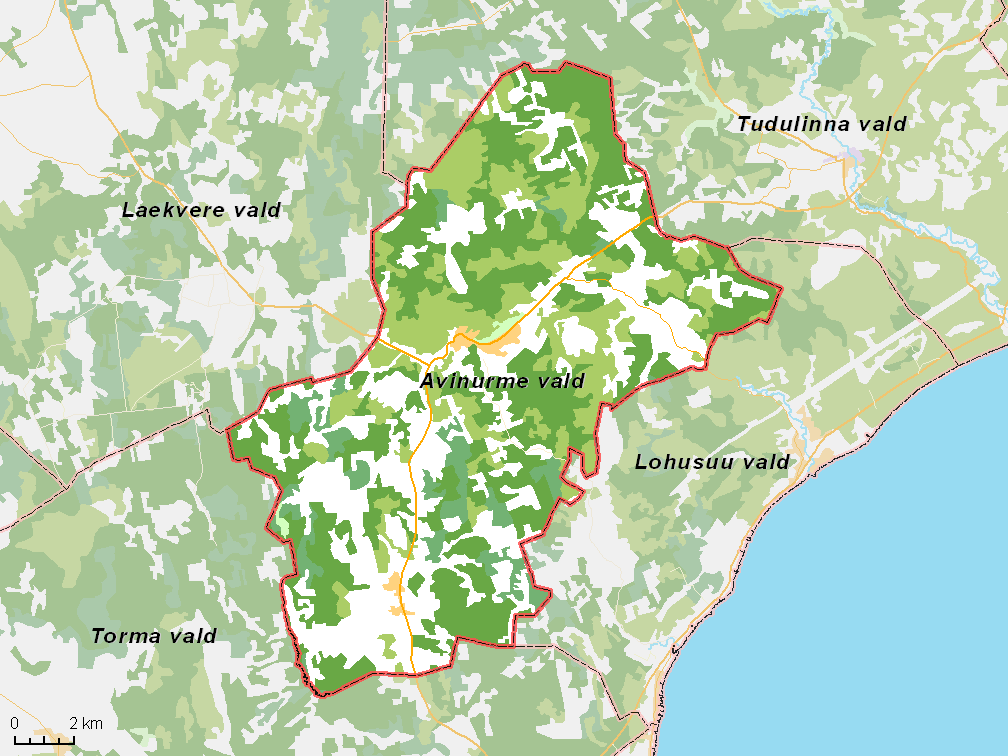
Översiktlig karta över den tidigare kommunen.

## Geografi

### Klimat
Trakten ingår i den hemiboreala klimatzonen. Årsmedeltemperaturen i trakten är 2 °C. Den varmaste månaden är juli, då medeltemperaturen är 17 °C, och den kallaste är december, med −10 °C.

## Orter
I Avinurme kommun fanns en småköping och 16 byar.

### Småköpingar
- Avinurme (centralort)

### Byar
- Adraku
- Alekere
- Kaevussaare
- Kiissa
- Kõrve
- Kõrvemetsa
- Kõveriku
- Laekannu
- Lepiksaare
- Maetsma
- Paadenurme
- Sälliksaare
- Tammessaare
- Ulvi
- Vadi
- Änniksaare